# Wilczonek
Wilczonek – wieś w Polsce położona w województwie mazowieckim, w powiecie siedleckim, w gminie Kotuń. Ma status sołectwa.
Wierni Kościoła rzymskokatolickiego należą do parafii św. Aleksego w Oleksinie.
W latach 1975–1998 miejscowość administracyjnie należała do województwa siedleckiego.

## Dane ogólne
Wilczonek jest jedną z 32 miejscowości wchodzącą w skład gminy Kotuń.
Parafia: Oleksin.
Dane na rok 2008: Liczba mieszkańców ok. 213. Liczba domów: 69.

## Historia
Pochodzenie nazwy Wilczonek jest trudne do zbadania, ponieważ brak jest udokumentowanych na ten temat źródeł. Niektórzy uważają, że nazwa mogła powstać w związku z zamieszkiwaniem tego obszaru w zamierzchłych czasach znacznej liczby wilków, natomiast inni wiążą pochodzenie nazwy Wilczonek z nazwiskiem dawnych założycieli i zarządców tejże wsi.
Pierwsze wzmianki o Wilczonku pochodzą z 1563 roku. Pod koniec XVI wieku Wilczonek obejmował jeden majątek składający się z Chojeczna-Wilczonek i Chojeczna-Zabiele, zajmował on wówczas powierzchnię 3 włók. (Włóka to polska miara powierzchni ziemi. Jedna włóka odpowiadała 30 morgom - morga, tj. 16,8 hektara). W 1565 roku znajdowały się tu 2 młyny.
W 1783 roku Wilczonek należał do ziemi liwskiej (zob. też Liw) i był administrowany przez dziedzica, Krzysztofa Cieszkowskiego, który zarządzał częścią ziem na terenie Wilczonka. Zamieszkiwał on dwór znajdujący się we wschodniej części Wilczonka, otoczony sadem i niewielkim parkiem wraz ze stawem. W 1827 roku było tu 12 domów i łącznie 90 mieszkańców.
Później dwór najprawdopodobniej był przekazywany z ojca na syna, aż do roku ok. 1905, kiedy to dwór wydzierżawił Michał Lebelt, po nim majątek przejął jego zięć – mąż córki Michaliny – Tadeusz Kozłowski. W folwarku pracowało ok. 20 osób z Wilczonka i okolic. Po II wojnie światowej dzierżawcy opuścili majątek, który w ramach reformy rolnej po wrześniu 1944 roku (Reforma rolna w Polsce (1944)) został podzielony między mieszkańców baraków, którzy pracowali w majątku Lebelta, a dwór wraz z sadem i parkiem przeszedł pod rządy państwa, a następnie gminy Kotuń.
W latach od 1949 do 1972 w dworze została zorganizowana szkoła podstawowa siedmio-, a później ośmioklasowa. Ze względu na brak odpowiedniej ilości sal do nauki lekcje religii były prowadzone w prywatnych, wolno stojących domach mieszkańców Wilczonka. W latach 1969 – 72 dzieci uczyły się katechezy w domu państwa Sierocińskich.
Po 1972 roku szkoła w Wilczonku została zlikwidowana i dzieci zaczęły uczęszczać do szkoły oddalonej o 3,5 km znajdującej się w miejscowości Kotuń.
Po przeniesieniu szkoły, dwór zaczął pełnić funkcję świetlicy wiejskiej. Był tam również zorganizowany przez pewien czas sklep. Na początku 2009 rozebrano rozpadającą się już ruinę, czyniąc tym samym miejsce dla nowo wybudowanej świetlicy wiejskiej i boiska piłkarskiego, gdzie rozgrywane są turnieje piłki nożnej.
Wilczonek jest praktycznie z każdej strony otoczony lasami są to zarówno lasy właścicieli indywidualnych jak i państwowe administrowane przez Nadleśnictwo Siedleckie, którego placówka mieści się na północ od Wilczonka pośrodku lasu w starym domu, powstałym w latach trzydziestych tuż przed wybuchem drugiej wojny światowej, stylizowanym na dwór szlachecki. Dom ten został wybudowany przez hrabiego Krzysztofa Woronieckiego na terenie dóbr nabytych w 1937 roku od rodziny Cieszkowskich między innymi od Edwarda Cieszkowskiego-Raczyńskiego, Feliksa Demińskiego i Jana Cieszkowskiego-Tyszkiewicza.
Podczas II wojny światowej hrabia zbiegł do Anglii pozostawiając dom bez opieki. Przez pewien okres w czasie wojny tenże dom zamieszkiwał Niemiec. Potem dom został przekazany nadleśnictwu, które tu umieściło leśniczego nadzorującego okoliczne lasy. W latach 1945 – 1949 część domu została wynajęta na zorganizowanie szkoły podstawowej.
Obecnie stary dom pośrodku lasu, już odnowiony i zmodernizowany nadal pełni swą funkcję leśniczówki i ogólnie jest znany pod nazwą Gajówka.
W Wilczonku urodziła się Iwona Krugłowska, ps. „Iwa”, żołnierz łączności SZP–ZWZ–AK, juzistka, więźniarka Pawiaka.